# Benoît Poelvoorde
Pour les articles homonymes, voir Poelvoorde.
Benoît Poelvoorde (/bə.nwa pul.vɔʁd/), né le 22 septembre 1964 à Namur (Belgique), est un acteur, scénariste, réalisateur et humoriste belge.
Révélé durant les années 1990 par le film culte belge C'est arrivé près de chez vous (1992), la série humoristique Les Carnets de Monsieur Manatane (1997), il est la vedette de la comédie française Les Randonneurs (1997), qui fait plus de 1,5 million d'entrées au cinéma.
Il s'impose ensuite durant les années 2000 comme une valeur sûre du cinéma franco-belge.
Il est ainsi la tête d'affiche des comédies Le Vélo de Ghislain Lambert (2001), Le Boulet (2002) et surtout Podium (2004), qui lui vaut une nomination pour le César du meilleur acteur 2005.
Il confirme ensuite avec des seconds rôles remarqués dans Akoibon (2005) et Astérix aux Jeux olympiques (2008). Mais il porte surtout des comédies plus expérimentales : Du jour au lendemain (2006), Les Deux Mondes (2007) ou encore Cowboy (2007).
Il s'impose parallèlement dans un registre dramatique, d'abord sous la direction de la réalisatrice Anne Fontaine. Il donne en effet la réplique à Isabelle Carré pour la romance Entre ses mains (2005), Audrey Tautou pour le biopic Coco avant Chanel (2009) et Isabelle Huppert pour la comédie dramatique Mon pire cauchemar (2010). Ses performances dans les deux premiers films lui valent de nouvelles nominations aux Césars.
Acteur prolifique, il tourne dans plus de vingt films durant la décennie 2010 : citons les comédies grand public Les Émotifs anonymes (2010), Rien à déclarer (2011), Le Grand Méchant Loup (2013) et Le Grand Bain (2018). Il est surtout la tête d'affiche de plusieurs films d'auteur : L'Autre Dumas (2010), Une histoire d'amour (2013), La Rançon de la gloire (2014), Trois cœurs (2014), Le Tout Nouveau Testament (2015) et Saint-Amour (2016). Ainsi, il se tournera dans l’absurde sous la direction de Quentin Dupieux avec Au poste ! (2018) et Fumer fait tousser (2022).

## Biographie

### Jeunesse
Benoît Poelvoorde est le fils cadet d'un père routier et de Jacqueline Pappaert, épicière (que l'on peut voir dans son propre rôle dans le film C'est arrivé près de chez vous). À 12 ans, après la mort de son père, il est placé chez les Jésuites à l'internat de Godinne en Belgique. À 17 ans et demi, Poelvoorde quitte le domicile familial pour suivre des cours d'arts appliqués à l'institut technique Félicien Rops à Namur où il rencontre Rémy Belvaux.
Poelvoorde se passionne pour le théâtre et se fait remarquer grâce à ses interprétations atypiques[Selon qui ?]. Durant ses études de graphisme à l'École de recherche graphique de Bruxelles, il se lie d'amitié avec André Bonzel et, avec Rémy Belvaux, ils réalisent Pas de C4 pour Daniel Daniel.
Quatre ans plus tard, en 1992, le trio récidive en réalisant le long métrage : C'est arrivé près de chez vous. Parodiant la célèbre émission belge Strip-Tease, mélangeant cynisme, humour noir et drame et réalisé avec relativement peu de moyens (200 000 francs belges), ce film obtient rapidement un succès retentissant, qui le propulse au rang de film culte. Cette même année, Poelvoorde rencontre sa future épouse, Coralie, alors assistante à la Semaine de la critique au Festival de Cannes.

### Révélation comique en France (1996-2004)

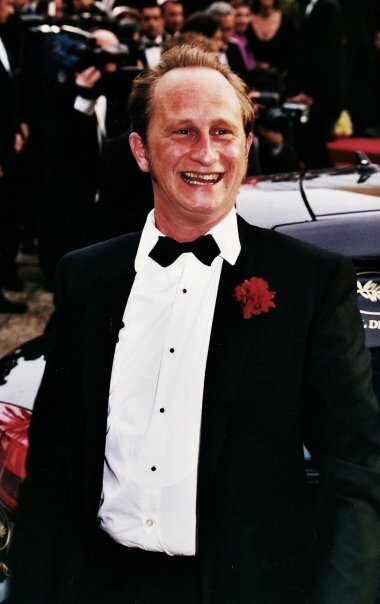
Benoît Poelvoorde au festival de Cannes 2004, où il est membre du jury.

Poelvoorde passe ensuite au café-théâtre, en jouant Modèle déposé de Bruno Belvaux, le frère de Rémy Belvaux, puis se met au service du petit écran avec deux projets humoristiques : Jamais, au grand jamais (série de sketches diffusés en 1996) et les célèbres Carnets de Monsieur Manatane, diffusés sur Canal+. Les textes de ces deux séries ont été publiés en 2009 aux éditions Points.
En 1997, il se fait remarquer au sein de la distribution chorale de la comédie Les Randonneurs, qui perce à 1,5 million d'entrées, malgré ses « grosses difficultés » sur un tournage compliqué, en Corse, sur le plus sportif des sentiers de grande randonnée, le réalisateur Philippe Harel exigeant « moins d’exubérance dans son jeu ».
En 1998, il est l'acteur principal d'une autre comédie, une co-production européenne à petit budget, Les convoyeurs attendent, de Benoît Mariage.
Les années 2000 le propulsent en tête d'affiche de comédies populaires : en 2000, sort Les Portes de la gloire, de Christian Merret-Palmair, et en 2001, il retrouve Philippe Harel pour un nouveau projet remarqué : dans Le Vélo de Ghislain Lambert, il évolue dans un monde qui deviendra l'une de ses passions, le cyclisme.
En 2002, il partage l'affiche de la comédie d'action Le Boulet avec Gérard Lanvin, sous la direction de Alain Berberian. La même année, il défend un film belge plus modeste, la satire politique La Vie politique des Belges, de Jan Bucquoy. Puis en 2003, il donne la réplique à José Garcia, tête d'affiche de la comédie dramatique Rire et châtiment d'Isabelle Doval.
En 2002, Benoît Poelvoorde se voit attribuer le prix Jean-Gabin, récompensant les meilleurs acteurs en devenir.

### Reconnaissance critique (2004-2010)

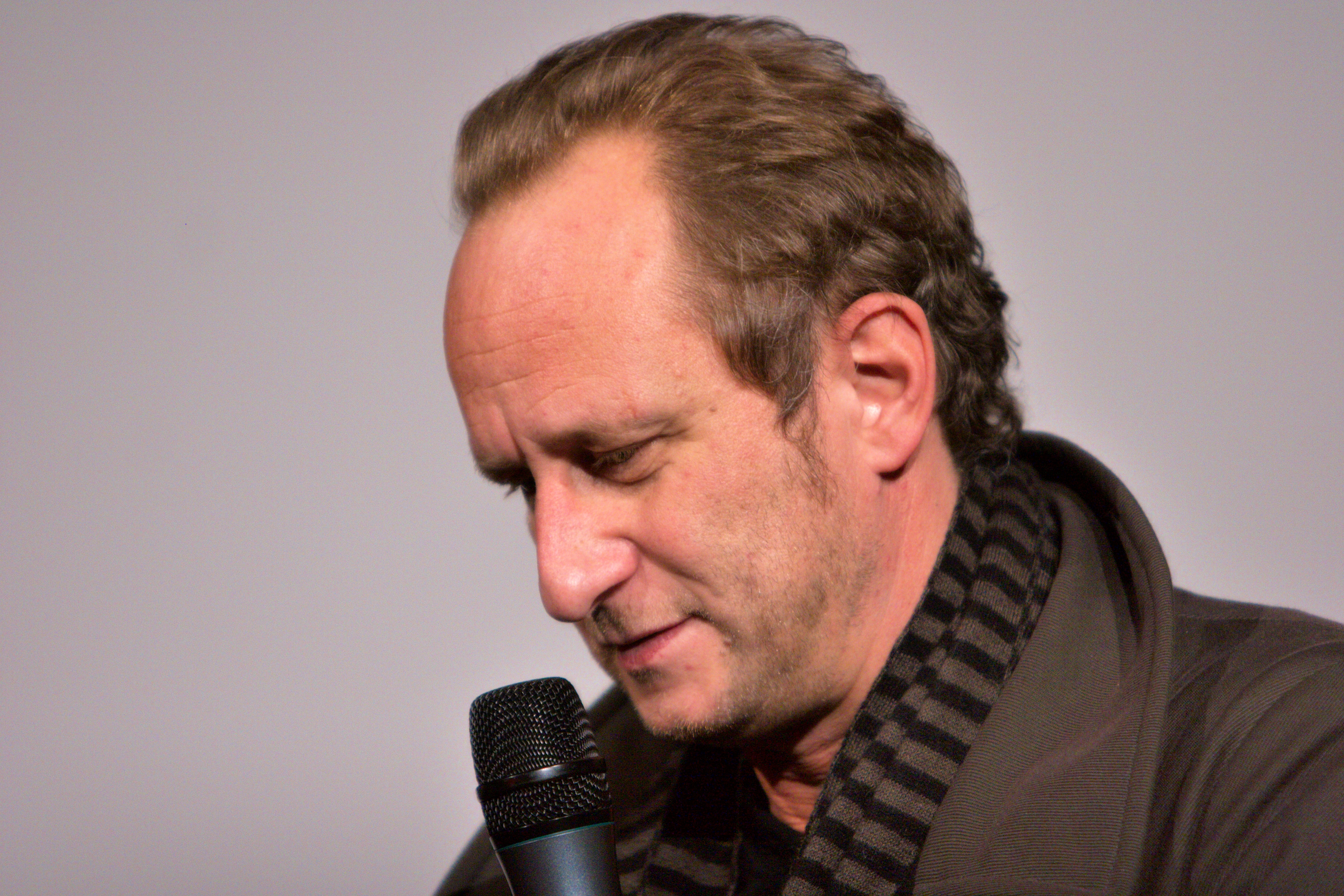
Benoît Poelvoorde invité au Cinéma Imagix en Belgique, en mars 2007, pour la présentation de Les Deux Mondes.

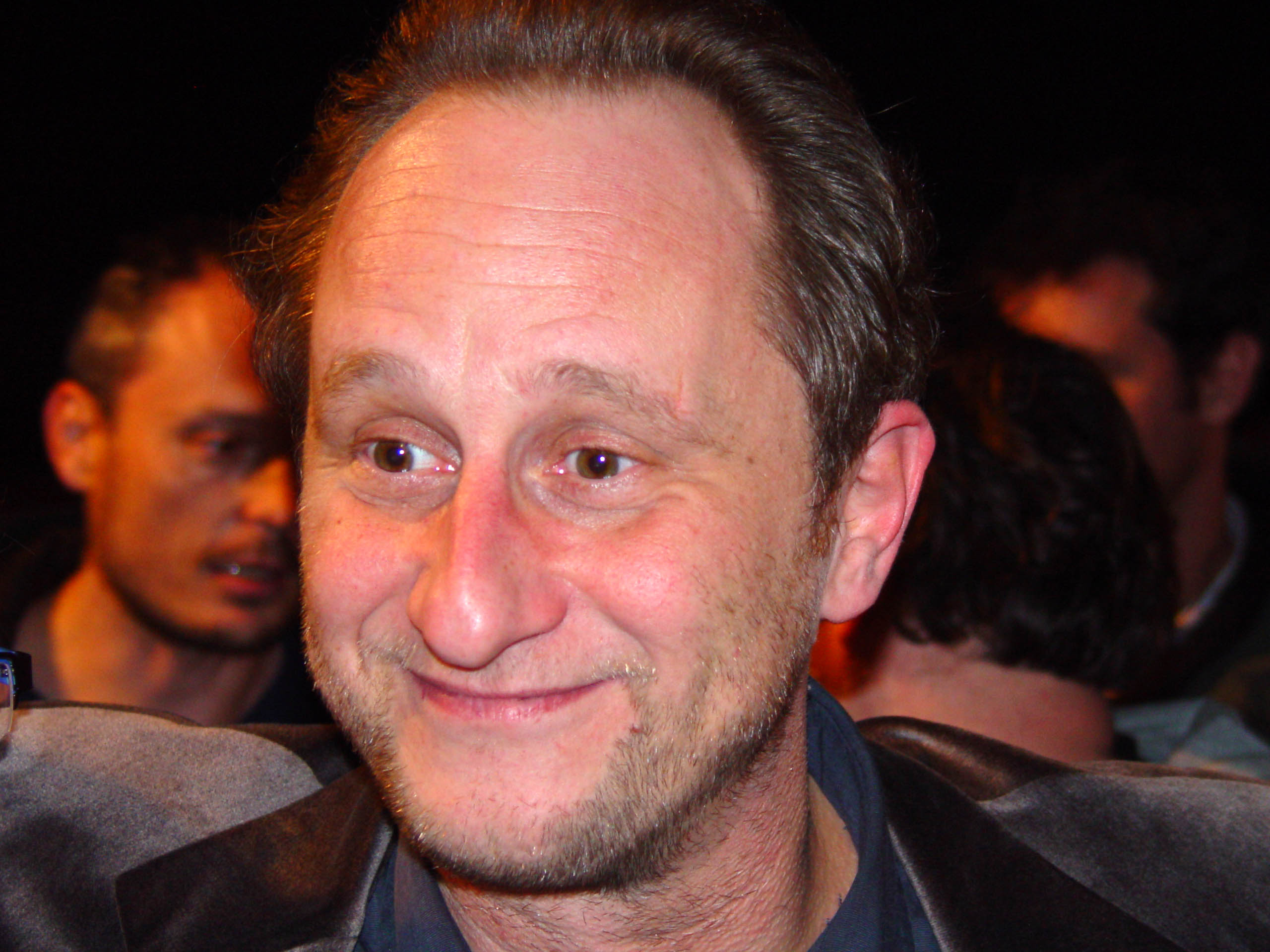
Et en 2008, à l'avant-première de la superproduction Astérix aux Jeux Olympiques.

L'année 2004 marque un tournant : il est à l'affiche de trois longs-métrages. Il donne la réplique à Vanessa Paradis pour la comédie fantastique décalée Atomik Circus, le retour de James Bataille, de Didier Poiraud et Thierry Poiraud. Puis il tient un second rôle dans la comédie Narco, de Tristan Aurouet et Gilles Lellouche. Enfin, il s'impose en tête d'affiche avec la comédie Podium, premier long-métrage du romancier Yann Moix. L'acteur y incarne un sosie de Claude François, et le film connaît un succès critique et commercial. L'acteur reçoit une nomination pour le César du meilleur acteur.
La même année, il est membre du jury du festival de Cannes, présidé par Quentin Tarantino, qui a affirmé avoir été fasciné par le film C'est arrivé près de chez vous, découvert lors de sa sortie en 1992.
Après ce succès, Moix envisage d'engager Poelvoorde pour son second long-métrage, Cinéman, sorti, en 2009. Le scénario ne convient pas au comédien, qui affirme au réalisateur que son « film n'est ni fait ni à faire ». En mai 2015, Yann Moix annonce le tournage prochain de la suite de Podium, avec Benoît Poelvoorde dans le rôle principal,. En juillet 2017, l'intéressé nie l'information, affirmant n'avoir « jamais entendu parler d'un Podium 2 » et jugeant l'idée d'une suite incohérente avec la fin du premier volet,.
En 2005, il confirme comme valeur sûre du cinéma français en étant au casting de la comédie Akoibon, d'Édouard Baer, puis en partageant l'affiche de la romance Entre ses mains avec Isabelle Carré. La réalisatrice Anne Fontaine lui permet ainsi de surprendre dans un registre dramatique. Sa performance lui vaut une nomination pour le César du meilleur acteur aux Césars 2006.
En 2006, il est la tête d'affiche de la comédie Du jour au lendemain, de Philippe Le Guay, et fait partie du casting masculin quatre étoiles réuni par Nicole Garcia pour son nouveau film choral, Selon Charlie.
En 2007, il est la tête d'affiche d'un film indépendant belge, Cowboy, de Benoît Mariage, et d'une comédie fantastique française, Les Deux Mondes, de Daniel Cohen.
L'année suivante, il revient aux grosses productions en incarnant Brutus dans l'attendu Astérix aux Jeux Olympiques, puis en retrouvant Philippe Harel pour la suite du film qui l'a lancé, Les Randonneurs à Saint-Tropez. Cependant, il tient aussi un second rôle dans le film indépendant acclamé par la critique Louise-Michel, de Gustave Kervern et Benoît Delépine.
En 2009, si la comédie dramatique La Guerre des miss, de Patrice Leconte, dont il tient le premier rôle, passe inaperçu, il se distingue en prêtant ses traits à Étienne Balsan dans le biopic Coco avant Chanel, d'Anne Fontaine, où il fait face à Audrey Tautou. Sa performance lui vaut en France une nomination au César du meilleur acteur dans un second rôle et en Belgique le prix du public aux Magritte du cinéma, ainsi qu'une nomination pour le Magritte du meilleur acteur dans un second rôle.
En 2010, il continue sur cette lancée en faisant face à Gérard Depardieu pour le film biographique L'Autre Dumas, de Safy Nebbou, où il incarne Auguste Maquet. Il reste aux côtés de l'acteur français pour la comédie noire Mammuth, de Benoît Delépine et Gustave Kervern. Il retrouve ensuite Isabelle Carré pour la comédie romantique Les Émotifs anonymes, de Jean-Pierre Améris. Enfin, il est l'affiche du thriller belge Kill Me Please, de Olias Barco.
En février 2010, Poelvoorde annonce son intention d'arrêter d'être comédien, tout en envisageant de continuer la production et l'écriture. L'année suivante, il enchaîne pourtant les projets.

### Diversification (2011-2019)

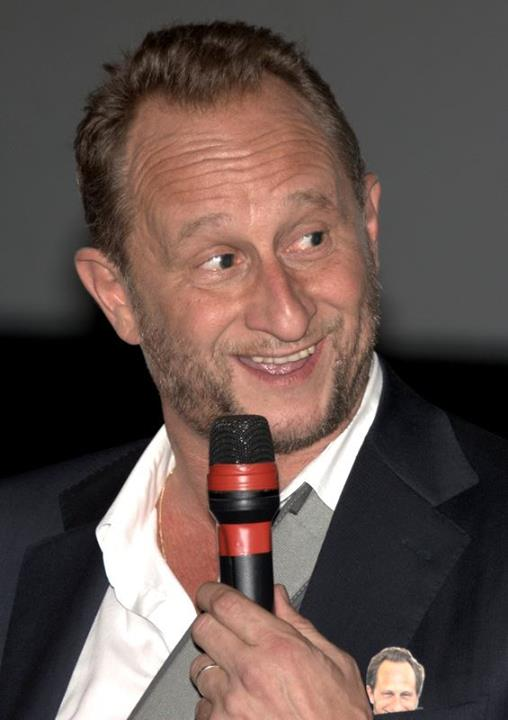
Benoît Poelvoorde en 2013 à une avant-première du film Une place sur la Terre.

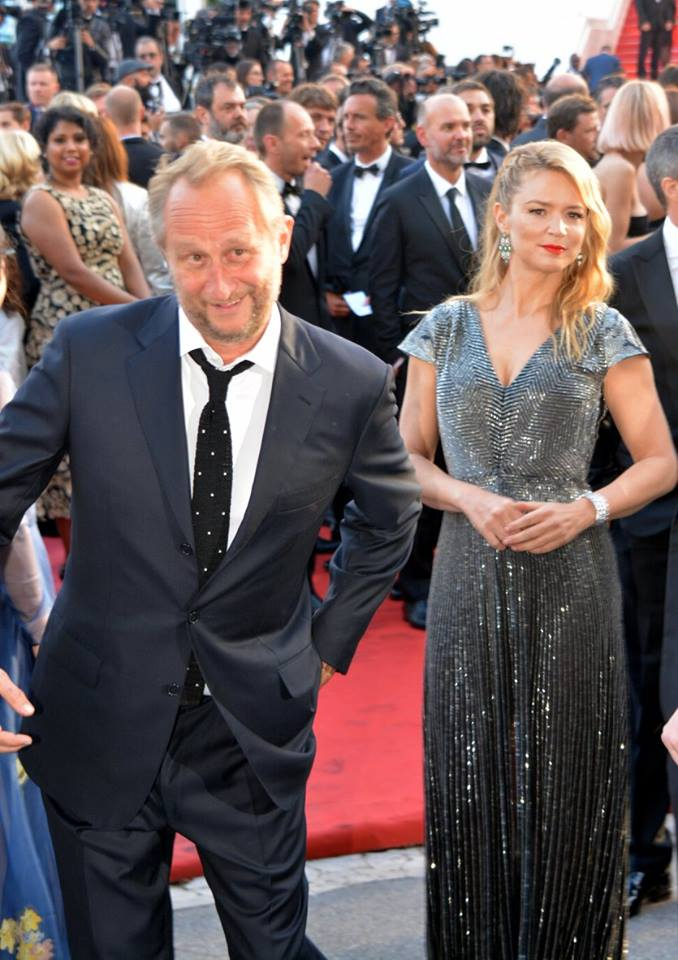
L'acteur à la première du Grand Bain, avec sa compatriote Virginie Efira, au Festival de Cannes 2018.

En 2011, il fait son grand retour à la comédie populaire en partageant l'affiche de Rien à déclarer, avec Dany Boon, également réalisateur. Puis il retrouve la réalisatrice Anne Fontaine, qui l'oppose cette fois à Isabelle Huppert pour la comédie dramatique Mon pire cauchemar. En 2012, le duo Gustave Kervern / Benoît Delépine lui confie enfin un premier rôle : celui de la comédie noire acclamée par la critique Le Grand Soir. La même année, l'acteur est dirigé par l'acteur Jean-Paul Rouve pour la comédie dramatique Quand je serai petit, qui passe quant à lui inaperçu.
L'année suivante, l'acteur fait un grand écart artistique : il partage l'affiche du drame psychologique Une histoire d'amour avec Laetitia Casta, devant la caméra d'Hélène Fillières. Puis il fait partie du trio d'acteurs comiques réunis par Nicolas & Bruno pour la comédie noire Le Grand méchant loup. Le film est un flop. Passionné de littérature, Benoît Poelvoorde crée en 2013 l'Intime Festival au Théâtre de Namur. Il lance une invitation à chacun pour découvrir une sélection littéraire personnelle et singulière (S. Tesich, J.C. Oates, B. Constant), pour explorer des textes avec des écrivains (Tom Lanoye, Laurent Gaudé, Olivia Rosenthal, David Vann, Louis-Henri de La Rochefoucauld) et des acteurs (Édouard Baer, Catherine Frot), pour découvrir les intersections avec le cinéma, la photographie, l’illustration ou encore la musique.
La même année, l'acteur tourne en Belgique la comédie dramatique Une place sur la Terre, de Fabienne Godet, puis Les Rayures du zèbre, de Benoît Mariage. L'année 2014 est marquée par la sortie de deux collaborations avec des grands cinéastes français : il partage l'affiche de Trois cœurs, de Benoît Jacquot, avec Chiara Mastroianni, puis donne la réplique à Roschdy Zem pour La Rançon de la gloire, de Xavier Beauvois. En 2015, il joue dans deux comédies : Une famille à louer, son deuxième long-métrage avec Jean-Pierre Améris, qui l'oppose à sa compatriote Virginie Efira, puis l'expérimental Le Tout Nouveau Testament, de Jaco Van Dormael, où l'acteur incarne Dieu.
L'année suivante, il retrouve Depardieu, Gustave Kervern et Benoît Delépine pour le road-movie Saint-Amour. Il participe aussi à un segment du film à sketchs Ils sont partout, d'Yvan Attal.
En 2017, il défend le drame indépendant 7 jours pas plus, écrit et réalisé par Héctor Cabello Reyes, et tourne trois films attendus : tout d'abord la comédie de bande Le Grand Bain (2018), de Gilles Lellouche, puis le plus indépendant Au poste ! (2018), de Quentin Dupieux, et enfin fait confiance au jeune acteur Félix Moati, passé à la réalisation pour Deux fils (2018). L'année suivante, il est également à l'affiche dans Blanche comme neige (2019), d' Anne Fontaine. Il enchaîne les films à un rythme soutenu dans Raoul Taburin (2019), Adoration (2019) de Fabrice du Welz ou encore Venise n’est pas en Italie (2019).

### Années 2020
Dans la comédie Effacer l'historique (2020), Benoît Poelvoorde apparait en second rôle en tant que livreur acculé au burn-out du tandem français Gustave Kervern et Benoît Delépine. Il joue également en tant que super-héros dans le blockbuster Comment je suis devenu super-héros de Douglas Attal (2020). Présenté au Festival du film américain de Deauville en septembre 2020, pour cause de Pandémie de Covid-19, il est finalement envoyé directement sur Netflix. Benoît Poelvoorde retrouve le réalisateur Jean-Pierre Améris, qui adapte sur grand écran le roman de Sorj Chalandon, Profession du père (2020). Benoît Poelvoorde incarne un père dérangé et violent dans le film.
En décembre 2023, il est signataire de la tribune en soutien à Gérard Depardieu alors accusé de viol, agression sexuelle et harcèlement sexuel. La maison de Benoît Poelvoorde est taguée le 29 décembre de l'inscription : « Depardieu, on l’aime pas, c’est un gros porc ». Le graffiti est rapidement effacé.
En 2024-2025, il fait partie du film La Bonne Étoile de Pascal Elbé.

### Vie privée
Lors de ses interventions médiatiques, Benoît Poelvoorde ne cache pas son décalage avec l'univers des médias. Il compte d'ailleurs focaliser les promotions de ses films sur Internet, qu'il juge plus interactif que la télévision, trop formatée selon lui, « extrêmement ringarde et répétitive ». Interrogé par Mouloud Achour en 2016, il explique que, selon lui, « la télévision, c'est la mort de l'imagination. Il n'y a plus rien (...) Tout est simplifié alors que la vie est beaucoup plus complexe ».
En novembre 2008, l'acteur souffre de dépression et est hospitalisé brièvement à sa demande dans l'unité psychiatrique du CHR de Namur. Il reprend néanmoins le tournage de Coco avant Chanel d'Anne Fontaine et, en décembre, fait partie du jury pour l'élection de Miss France.
Benoît Poelvoorde est en couple avec Coralie entre 1992 et 2014, qu'il avait rencontrée au Festival de Cannes alors qu'elle y effectuait un stage. Il est en couple depuis 2014 avec Chiara Mastroianni, rencontrée sur le tournage de Trois cœurs,, même s'il reste très proche de son ex-femme. Ils se séparent en 2024.

## Filmographie

### Cinéma

#### Courts métrages
- 1987 : L'Amant de maman, de Rémy Belvaux : l'amant
- 1988 : Pas de C4 pour Daniel Daniel, de Rémy Belvaux et André Bonzel
- 1992 : Film belge des Snuls : le chanteur de cabaret (chanson « Les Américains »[31]).
- 1997 : Le Signaleur de Benoît Mariage : l'organisateur

#### Longs métrages

##### Années 1990
- 1992 : C'est arrivé près de chez vous de Rémy Belvaux et André Bonzel : Ben
- 1996 : Comme une vache sans clarine de Pascal Hologne
- 1997 : Pour rire de Lucas Belvaux : l'innocent
- 1997 : Les Randonneurs de Philippe Harel : Éric
- 1998 : Les Baltus au cirque de Stéphane Aubier et Vincent Patar (voix)
- 1999 : Les convoyeurs attendent de Benoît Mariage : Roger Closset

##### Années 2000
- 2000 : Les Portes de la gloire de Christian Merret-Palmair : Régis Demanet
- 2001 : Le Vélo de Ghislain Lambert de Philippe Harel : Ghislain Lambert
- 2002 : Le Boulet de Alain Berberian : Francis Reggio
- 2002 : La Vie politique des Belges de Jan Bucquoy
- 2003 : Rire et Châtiment d'Isabelle Doval : le prof de secourisme
- 2004 : Podium de Yann Moix : Bernard Frédéric
- 2004 : Atomik Circus, le retour de James Bataille de Didier Poiraud et Thierry Poiraud : Allan Chiasse
- 2004 : Narco de Tristan Aurouet et Gilles Lellouche : Lenny Bar
- 2004 : Aaltra de Benoît Delépine et Gustave Kervern : le spectateur de moto-cross
- 2004 : Cinéastes à tout prix de Frédéric Sojcher
- 2005 : Akoibon d'Édouard Baer : Jean-Mi
- 2005 : Entre ses mains d'Anne Fontaine : Laurent Kessler
- 2006 : Jean-Philippe de Laurent Tuel : Bernard Frédéric[32]
- 2006 : Du jour au lendemain de Philippe Le Guay : François Berthier
- 2006 : Selon Charlie de Nicole Garcia : Joss
- 2007 : Cowboy de Benoît Mariage : Daniel Piron
- 2007 : Les Deux Mondes de Daniel Cohen : Rémy Bassano
- 2008 : Astérix aux Jeux olympiques de Thomas Langmann et Frédéric Forestier : Brutus
- 2008 : Les Randonneurs à Saint-Tropez de Philippe Harel : Éric
- 2008 : Louise-Michel de Gustave Kervern et Benoît Delépine : Guy l'ingénieur
- 2009 : La Guerre des miss de Patrice Leconte : Franck Chevrel
- 2009 : Panique au village de Stéphane Aubier et Vincent Patar : Steven (voix)
- 2009 : Coco avant Chanel de Anne Fontaine : Étienne Balsan
- 2009 : Bancs publics (Versailles Rive-Droite) de Bruno Podalydès : Le client à la patère

##### Années 2010
- 2010 : L'Autre Dumas de Safy Nebbou : Auguste Maquet
- 2010 : Mammuth de Benoît Delépine et Gustave Kervern : le concurrent
- 2010 : Les Émotifs anonymes de Jean-Pierre Améris : Jean-René Van Den Hugde
- 2010 : Kill Me Please de Olias Barco : M. Demanet
- 2011 : Rien à déclarer de Dany Boon : Ruben Vandevoorde
- 2011 : Mon pire cauchemar de Anne Fontaine : Patrick
- 2012 : Le Grand Soir de Gustave Kervern et Benoît Delépine : Benoît Savelli dit « Not »
- 2012 : Quand je serai petit de Jean-Paul Rouve : Jean
- 2013 : Une histoire d'amour d'Hélène Fillières : Le Banquier
- 2013 : Le Grand Méchant Loup de Nicolas & Bruno : Philippe
- 2013 : Une place sur la Terre de Fabienne Godet : Antoine
- 2014 : Les Rayures du zèbre de Benoît Mariage : José
- 2014 : Trois cœurs de Benoît Jacquot : Marc
- 2014 : La Rançon de la gloire de Xavier Beauvois : Eddy Ricaart
- 2015 : Une famille à louer de Jean-Pierre Améris : Paul-André
- 2015 : Le Tout Nouveau Testament de Jaco Van Dormael : Dieu
- 2016 : Saint-Amour de Gustave Kervern et Benoît Delépine : Bruno
- 2016 : Ils sont partout d'Yvan Attal : Boris
- 2017 : 7 jours pas plus d'Héctor Cabello Reyes : Pierre
- 2018 : Le Grand Bain de Gilles Lellouche : Marcus
- 2018 : Au poste ! de Quentin Dupieux : Buron
- 2019 : Deux fils de Félix Moati : Joseph
- 2019 : Blanche comme neige d'Anne Fontaine : Charles
- 2019 : Raoul Taburin de Pierre Godeau : Raoul Taburin
- 2019 : Venise n'est pas en Italie d'Ivan Calbérac : Bernard Chamodot
- 2019 : Adoration de Fabrice Du Welz : Hinkel

##### Années 2020
- 2020 : Effacer l'historique de Benoît Delépine et Gustave Kervern : le livreur Alimazone
- 2020 : Comment je suis devenu super-héros de Douglas Attal : Monte Carlo
- 2020 : Profession du père de Jean-Pierre Améris : André Choulans
- 2021 : Mystère à Saint-Tropez de Nicolas Benamou : Claude Tranchant
- 2021 : Inexorable de Fabrice Du Welz : Marcel Bellmer
- 2021 : Adieu Paris d'Édouard Baer : Benoît
- 2022 : Fumer fait tousser de Quentin Dupieux : Lezardin
- 2022 : Les Volets verts de Jean Becker : Félix
- 2022 : Couleurs de l’incendie de Clovis Cornillac : Gustave Joubert
- 2023 : Normale d'Olivier Babinet : William Sturm
- 2023 : Sur la branche de Marie Garel-Weiss : Paul Rousseau
- 2024 : Sous le vent des Marquises de Pierre Godeau : le comédien remplaçant
- 2024 : L'Amour ouf de Gilles Lellouche : La Brosse
- 2024 : L'Art d'être heureux de Stefan Liberski : Yves Machond[33]
- 2024 : Un ours dans le Jura de Franck Dubosc : Roland
- 2024 : Sauvages ! de Claude Barras : le père de Kéria
- 2025 : I Love Peru de Raphaël Quenard : lui-même
- Prévu pour 2025 : La Bonne étoile de Pascal Elbé : Jean Chevalin[23].

### Télévision
- 1996 : Jamais, au grand jamais de Jean-Michel Ben Soussan, série télévisée précédant Monsieur Manatane sur la chaîne Canal+ : Monsieur Manatane
- 1997-1998 : Les Carnets de Monsieur Manatane : Monsieur Manatane
- 2002-2003 : Panique au village : Steven (voix)
- 2010 : En chantier, monsieur Tanner de Stefan Liberski : Jean-César Astor
- 2019 : Ce soir, c'est Palmashow de Grégoire Ludig et David Marsais : François Lambert
- 2023 : En place, série Netflix de Jean-Pascal Zadi : Éric Andréï

### Jeu Vidéo
- 2007 : Astérix aux Jeux Olympiques : Brutus (voix)

### Web série
- 2011 : Qui est là? Leslie de Philippe Bourgueil et Charlie Dupont

### Publicités
Benoît Poelvoorde a prêté sa voix à de nombreuses reprises pour des spots publicitaires radiophoniques, notamment pour Décathlon ou McDonald's,.

## Café-théâtre
- 1996 : Modèle déposé

## Discographie
- René Goscinny, illustrations de Sempé, Le ballon, et autres histoires du Petit Nicolas, Paris : Gallimard Jeunesse, coll. Écoutez lire, septembre 2009, 1 disque  (ISBN 9782070627752)
- René Goscinny, illustrations de Sempé, La bonne surprise et autres histoires inédites du Petit Nicolas, Paris : Gallimard Jeunesse, coll. Écoutez lire, février 2010, 1 disque  (ISBN 9782070628797)
- René Goscinny, illustrations de Sempé, Les récrés du Petit Nicolas, Paris : Gallimard Jeunesse, coll. Écoutez lire, mars 2017, 2 disques (ISBN 9782070695669)
- René Goscinny, illustrations de Sempé, Les vacances du Petit Nicolas, Paris : Gallimard Jeunesse, coll. Écoutez lire, janvier 2018, 2 disques (ISBN 9782075098236)

## Publication
- Benoît Poelvoorde, Pascal Le Brun, Les Carnets de Monsieur Manatane, Paris, Points, mars 2009, 288 p.  (ISBN 9782757806586)

## Distinctions

### Récompenses
- Festival de Cannes 1992 : Prix de la jeunesse pour C'est arrivé près de chez vous
- Prix de la SACD 1992 pour C'est arrivé près de chez vous
- Prix André-Cavens de l’Union de la critique de cinéma (UCC)[réf. nécessaire] 1992
- Festival international du film de Catalogne 1992 : meilleur film avec Rémy Belvaux et André Bonzel et meilleur acteur pour C'est arrivé près de chez vous
- Festival international du film de Toronto 1992 : Prix Metro-Media pour C'est arrivé près de chez vous
- Festival de Chicago 1999 : Prix du meilleur acteur pour Les convoyeurs attendent
- Prix Joseph-Plateau 1999 : Prix du meilleur acteur belge pour Les convoyeurs attendent
- Festival international du film de Saint-Sébastien 2001 : Prix du meilleur scénario (partagé avec Philippe Harel et Olivier Dazat), pour Le Vélo de Ghislain Lambert
- Prix Jean-Gabin 2002
- Magritte 2014 : Magritte du meilleur acteur pour Une place sur la Terre
- Trophées francophones du cinéma 2016 : Trophée francophone de l'interprétation masculine pour Le Tout Nouveau Testament

### Nominations
- César 2005 : César du meilleur acteur pour Podium
- César 2006 : César du meilleur acteur pour Entre ses mains
- César 2010 : César du meilleur acteur dans un second rôle pour Coco avant Chanel
- Magritte 2011 : Magritte du meilleur acteur dans un second rôle pour Coco avant Chanel
- Magritte 2012 : Magritte du meilleur acteur pour Les Émotifs anonymes
- Magritte 2013 : Magritte du meilleur acteur pour Le Grand Soir
- Magritte 2015 : Magritte du meilleur acteur pour Les Rayures du zèbre
- Magritte 2019 : Magritte du meilleur acteur pour Au poste !
- Magritte 2020 : Magritte du meilleur acteur pour Le Grand Bain
- Magritte 2022 : Magritte du meilleur acteur dans un second rôle pour Adoration

### Décoration
- 2005 :  Chevalier de l'ordre de Léopold[36]
- 2019 :  Commandeur du Mérite wallon (C.M.W.)[37]

### Documentaire
- L'Enigme Chaland, de Avril Tembouret (2018, 86 minutes)